# アエロメヒコ航空

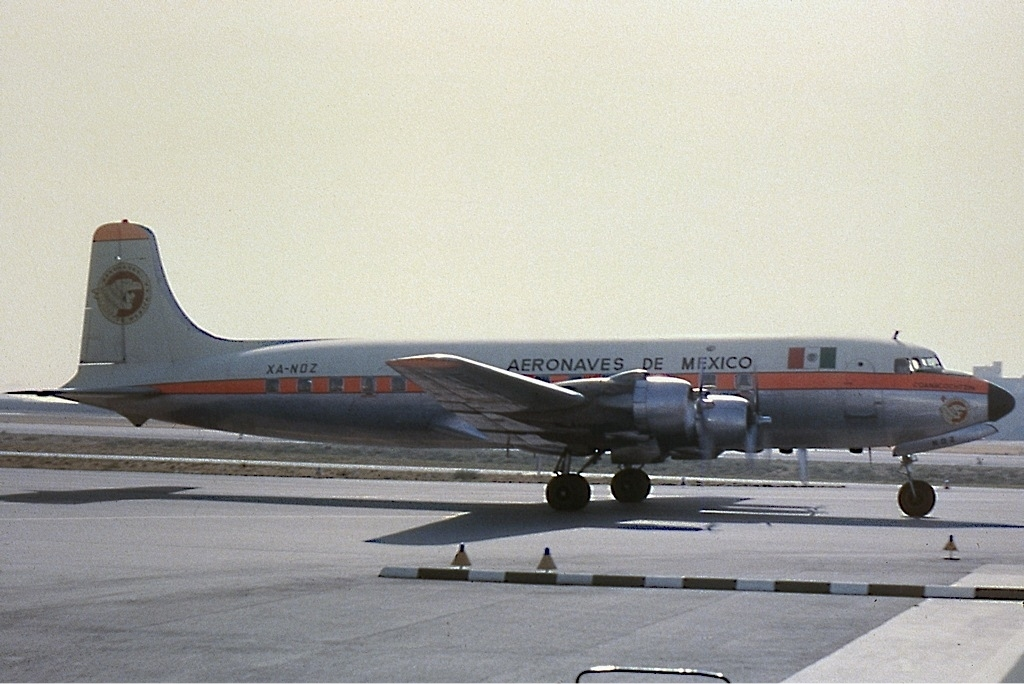
ダグラスDC-6

アエロメヒコ航空（アエロメヒコこうくう、スペイン語: Aeroméxico）は、メキシコ最大の航空会社で、メキシコのフラッグ・キャリア。メキシコシティのメキシコ・シティ国際空港を本拠地にする。

なお、「アエロメヒコ」はブランド名で、正式な社名は"AEROVIAS DE MEXICO, S.A. DE C.V."である。子会社に、リージョナル航空会社として主にメキシコシティ発着で地方路線を運航するアエロメヒコ・コネクトを持つ。。機内誌は「escala」がある。

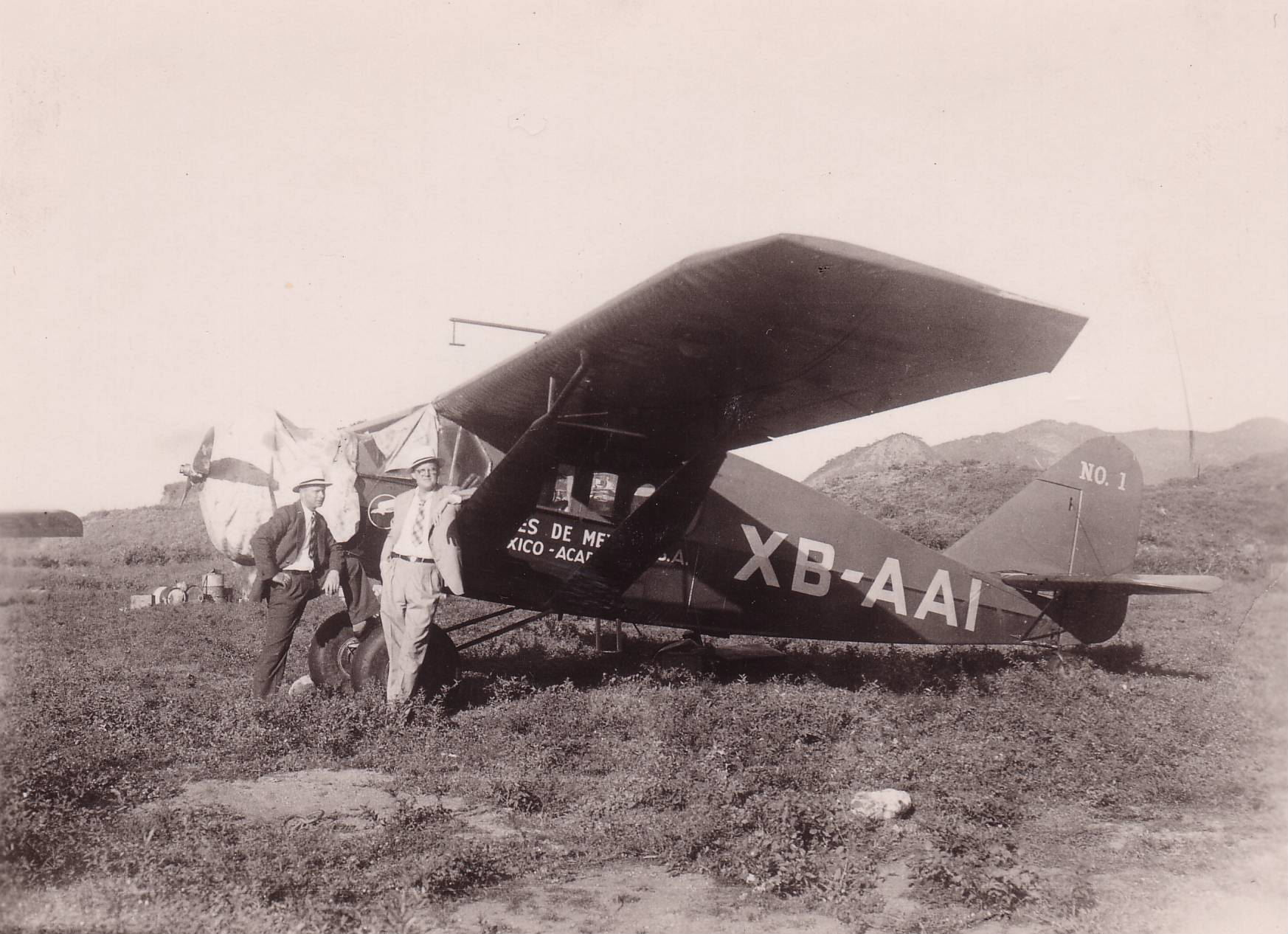
アエロナベス時代（1935年）

## 歴史
- 1934年9月15日、「アエロナベス（Aeronaves）」として設立された。

- 1934年9月23日、メキシコシティ-アカプルコ間で初飛行を達成。
- 第二次世界大戦中は、パンアメリカン航空が株式の40％を取得し、援助を受け、DC-2とボーイング247を導入した。その後チワワやティフアナなどへのメキシコ国内線を拡充した。
- 1950年代には、双発機のダグラスDC-3で国内線や近距離国際線、ダグラスDC-4で中長距離国際線を運航した。
- 1950年代後半、ダグラスDC-6やブリストル ブリタニアを投入し、ダグラスDC-4と置き換えた。また、アメリカのアイドルワイルド国際空港（現在のジョン・F・ケネディ国際空港）に就航。
- 1959年に国有化された
- 1962年には初のジェット機であるダグラスDC-8を導入し、ニューヨーク線に投入。
- 1964年に開催された東京オリンピックの際には、大会関係者を運ぶためにダグラスDC-8で東京国際空港へ特別便を運航した。
- 1968年に開催されたメキシコオリンピックのオフィシャルキャリアを担当。
- 1970年、メキシコ航空局による国内線の新規路線開設抑制政策で、当時8つもあったメキシコの航空会社を一挙に吸収合併した。これにより、メヒカーナ航空との2大キャリア制となった。
- 1972年2月に社名を「Aeronaves de México」から現在の短縮版のAeroméxicoに変更した。
- 1974年、マクドネル・ダグラスDC-10のローンチカスタマーとなり、DC-10を受領した。初のワイドボディ機となる。同年DC-9も導入。
- 1981年、マクドネル・ダグラス MD-82のローンチカスタマーとなるなど、積極的にマクドネル・ダグラスの機材を導入し、機材をマクドネル・ダグラス機で統一した。
- 1986年8月31日、アエロメヒコ航空498便空中衝突事故が発生。ロサンゼルス国際空港付近で、ダグラスDC-9が小型飛行機に衝突され、墜落。
- 1988年4月に、メキシコ政府は資金難により、すべての国有企業の破産を宣告した。当時保有機材のほとんどが20年以上経過していた。そこで3か月間運航を停止した。
- 1988年8月に再建計画を明示し、ダグラスDC-8の様な旧式機材や、マクドネル・ダグラスDC-10などの効率の悪い大型機を整理し、その代わりに効率の良い最新鋭機のボーイング757やボーイング767-200ERを発注した。
- 1988年4月から5月にかけてのストライキの後、民営化への取り組みが開始された。
- 1991年にボーイング767-200ERを導入しDC-10を置き換えた。767を使用して、1992年にはフランクフルト、ローマに乗り入れ。
- 1992年、コンチネンタル航空の買収に失敗し、当時深刻な経営難に陥っていたアエロペルーの株式の47%を取得した。これを受け、1995年にはリマへの乗り入れを開始した。
- 1993年、メキシコ第2位の航空会社であるメキシカーナ航空を買収した[2]。
- 国内線の収益悪化を受け、1994年12月、フランクフルトとローマから撤退し、リース導入していたマクドネル・ダグラスMD-80とボーイング767を返還した。さらに、、1995年4月には、受領予定の新造のボーイング767型機の受領もキャンセルされ、他社に納入された。
- 1995年、デルタ航空とエールフランスと提携関係を結んだ。
- 2000年、デルタ航空、エールフランス、大韓航空とともに、航空連合「スカイチーム」を設立。
- 2006年、ボーイング777を導入し、東京/成田、上海/浦東線など、アジアへの長距離路線を開設した。
- 2006年6月29日、ボーイング787のリース導入を発表し、2013年から導入。。
- 2011年、デルタ航空との提携を強化し、メキシコ-米国間の全フライトでコードシェアを行う。さらに、デルタ航空から6,500万米ドルの投資を受けた。
- しかし新型コロナウイルスの影響による運航停止で2020年6月30日、アメリカ国内で連邦倒産法第11章の適用を申請[3]。

## 就航都市

### 国際線
メキシコを代表する航空会社として多数の長距離国際線を運航している。旧宗主国であるスペイン(マドリード・バルセロナ)を主軸とし多くのヨーロッパ路線を運航する。アジア路線に定期直行便を自社運航しているラテンアメリカ唯一の会社であったが、南米チリのLAN航空（現在はLATAM航空）によってB787シリーズを使用したオセアニア及びシンガポール行きなど、南半球における太平洋横断線も複数の会社で運航されるようになった（2016年現在）。
ボーイング737以上の大きさの機材で運航される国際線はビジネスクラス「クラセ・プレミエ」とエコノミークラスの2クラスで運航されている。また、ボーイング767やボーイング777などのワイドボディ機で運航される国際線のビジネスクラスには、ライフラット型もしくはシェルフラット型のビジネスクラスシートが装備されている。なおボーイング787では、フルフラットタイプのビジネスクラスを搭載。2016年から直行便化した成田国際空港への10時間を超える直行国際便では、最新鋭のボーイング787が投入されている。
| アエロメヒコ航空 就航都市 (2016年1月現在) | アエロメヒコ航空 就航都市 (2016年1月現在) | アエロメヒコ航空 就航都市 (2016年1月現在)              | アエロメヒコ航空 就航都市 (2016年1月現在) | アエロメヒコ航空 就航都市 (2016年1月現在) |
| ----------------------------------------- | ----------------------------------------- | ------------------------------------------------------ | ----------------------------------------- | ----------------------------------------- |
| 国                                        | 都市                                      | 空港                                                   | 備考                                      |                                           |
| 北アメリカ                                |                                           |                                                        |                                           |                                           |
| メキシコ                                  | メキシコシティ                            | メキシコ・シティ国際空港                               | メインハブ空港                            |                                           |
| メキシコ                                  | グアダラハラ                              | ドン・ミゲル・イダルゴ・イ・コスティージャ国際空港     | 拠点空港                                  |                                           |
| メキシコ                                  | モンテレイ                                | モンテレイ・マリアーノ・エスコベード国際空港           | 拠点空港                                  |                                           |
| メキシコ                                  | モンテレイ                                | ヘネラル・マリアーノ・エスコベド国際空港               | 拠点空港                                  |                                           |
| メキシコ                                  | ティフアナ                                | ヘネラル・アベラルド・L・ロドリゲス国際空港            | 拠点空港                                  |                                           |
| メキシコ                                  | エルモシージョ                            | イグナシオ・L・ペスケイラ国際空港                      | 拠点空港                                  |                                           |
| カナダ                                    | トロント                                  | トロント・ピアソン国際空港                             |                                           |                                           |
| カナダ                                    | バンクーバー                              | バンクーバー国際空港                                   |                                           |                                           |
| カナダ                                    | モントリオール                            | モントリオール・ピエール・エリオット・トルドー国際空港 |                                           |                                           |
| アメリカ合衆国                            | アリゾナ州フェニックス                    | フェニックス・スカイハーバー国際空港                   |                                           |                                           |
| アメリカ合衆国                            | カリフォルニア州ロサンゼルス              | ロサンゼルス国際空港                                   |                                           |                                           |
| アメリカ合衆国                            | カリフォルニア州サクラメント              | サクラメント国際空港                                   |                                           |                                           |
| アメリカ合衆国                            | カリフォルニア州サンディエゴ              | サンディエゴ国際空港                                   |                                           |                                           |
| アメリカ合衆国                            | カリフォルニア州サンフランシスコ          | サンフランシスコ国際空港                               |                                           |                                           |
| アメリカ合衆国                            | カリフォルニア州オンタリオ                | オンタリオ国際空港                                     |                                           |                                           |
| アメリカ合衆国                            | コロラド州デンバー                        | デンバー国際空港                                       |                                           |                                           |
| アメリカ合衆国                            | フロリダ州マイアミ                        | マイアミ国際空港                                       |                                           |                                           |
| アメリカ合衆国                            | フロリダ州オーランド                      | オーランド国際空港                                     |                                           |                                           |
| アメリカ合衆国                            | ジョージア州アトランタ                    | ハーツフィールド・ジャクソン・アトランタ国際空港       |                                           |                                           |
| アメリカ合衆国                            | イリノイ州シカゴ                          | シカゴ・オヘア国際空港                                 |                                           |                                           |
| アメリカ合衆国                            | ルイジアナ州ニューオーリンズ              | ルイ・アームストロング・ニューオーリンズ国際空港       |                                           |                                           |
| アメリカ合衆国                            | ネバダ州ラスベガス                        | マッカラン国際空港                                     |                                           |                                           |
| アメリカ合衆国                            | ニューヨーク州ニューヨーク                | ジョン・F・ケネディ国際空港                            |                                           |                                           |
| アメリカ合衆国                            | テキサス州ヒューストン                    | ジョージ・ブッシュ・インターコンチネンタル空港         |                                           |                                           |
| アメリカ合衆国                            | テキサス州ダラスフォートワース            | ダラス・フォートワース国際空港                         |                                           |                                           |
| アメリカ合衆国                            | テキサス州サンアントニオ                  | サンアントニオ国際空港                                 |                                           |                                           |
| アメリカ合衆国                            | マサチューセッツ州ボストン                | ジェネラル・エドワード・ローレンス・ローガン国際空港   |                                           |                                           |
| アメリカ合衆国                            | ワシントン州シアトル                      | シアトル・タコマ国際空港                               |                                           |                                           |
| 中央アメリカ                              |                                           |                                                        |                                           |                                           |
| コスタリカ                                | サン・ホセ                                | フアン・サンタマリーア国際空港                         |                                           |                                           |
| キューバ                                  | ハバナ                                    | ホセ・マルティ国際空港                                 |                                           |                                           |
| パナマ                                    | パナマシティ                              | トクメン国際空港                                       |                                           |                                           |
| エルサルバドル                            | サンサルバドル                            | エルサルバドル国際空港                                 |                                           |                                           |
| ホンジュラス                              | ホンジュラス                              | ラモン・ビジェダ・モラレス国際空港                     |                                           |                                           |
| ニカラグア                                | マナグア                                  | マナグア国際空港                                       |                                           |                                           |
| グアテマラ                                | グアテマラシティ                          | ラ・アウロラ国際空港                                   |                                           |                                           |
| ドミニカ共和国                            | サントドミンゴ                            | ラス・アメリカス国際空港(2016年3月16日から)            |                                           |                                           |
| 南アメリカ                                |                                           |                                                        |                                           |                                           |
| アルゼンチン                              | ブエノスアイレス                          | エセイサ国際空港                                       |                                           |                                           |
| ブラジル                                  | サンパウロ                                | グアルーリョス国際空港                                 |                                           |                                           |
| チリ                                      | サンティアゴ・デ・チレ                    | アルトゥーロ・メリノ・ベニテス国際空港                 |                                           |                                           |
| ペルー                                    | リマ                                      | ホルヘ・チャベス国際空港                               |                                           |                                           |
| エクアドル                                | キト                                      | マリスカル・スクレ国際空港                             |                                           |                                           |
| コロンビア                                | ボゴタ                                    | エルドラド国際空港                                     |                                           |                                           |
| コロンビア                                | メデジン                                  | ホセ・マリア・コルドバ国際空港                         |                                           |                                           |
| ヨーロッパ                                |                                           |                                                        |                                           |                                           |
| フランス                                  | パリ                                      | シャルル・ド・ゴール国際空港                           |                                           |                                           |
| イギリス                                  | ロンドン                                  | ヒースロー国際空港                                     |                                           |                                           |
| スペイン                                  | マドリード                                | アドルフォ・スアレス・マドリード＝バラハス空港         |                                           |                                           |
| オランダ                                  | アムステルダム                            | スキポール国際空港                                     |                                           |                                           |
| 東アジア                                  |                                           |                                                        |                                           |                                           |
| 日本                                      | 東京                                      | 成田国際空港                                           |                                           |                                           |
| 中国                                      | 上海市                                    | 上海浦東国際空港                                       |                                           |                                           |
| 韓国                                      | 仁川広域市                                | 仁川国際空港(2017年5月27日より就航)                    |                                           |                                           |
| 休・廃止路線                              |                                           |                                                        |                                           |                                           |

#### 国内線
| 都市                     | 空港                                               |  |
| ------------------------ | -------------------------------------------------- |  |
| アカプルコ               | アカプルコ国際空港                                 |  |
| アグアスカリエンテス     | リセンシアド・ヘスス・テラン・ペレド国際空港       |  |
| カンクン                 | カンクン国際空港                                   |  |
| チワワ (チワワ州)        | チワワ国際空港                                     |  |
| シウダー・デ・カルメン   | シウダー・デ・カルメン国際空港                     |  |
| シウダー・フアレス       | シウダー・フアレス国際空港                         |  |
| コスメル                 | コスメル国際空港                                   |  |
| クリアカン               | クリアカン国際空港                                 |  |
| グアダラハラ             | ドン・ミゲル・イダルゴ・イ・コスティージャ国際空港 |  |
| エルモシージョ           | エルモシージョ国際空港                             |  |
| サンタ・マリア・ワウラ   | インテルナシオナル・バイアス・デ・ワウラ空港       |  |
| レオン                   | デル・バジオ空港                                   |  |
| マサトラン               | マサトラン国際空港                                 |  |
| メリダ                   | マヌエル・クレセンシオ・レホン国際空港             |  |
| メヒカリ                 | メヒカリ国際空港                                   |  |
| モンテレイ               | モンテレイ国際空港                                 |  |
| モレリア                 | フランシスコ・ムヒカ将軍国際空港                   |  |
| オアハカ                 | ソソコトラン国際空港                               |  |
| プエルト・バヤルタ       | プエルト・バヤルタ国際空港                         |  |
| レイノサ                 | ヘネラル・ルシオ・ブランコ国際空港                 |  |
| サルティーヨ             | インテルナシオナル・プラン・デ・グアダルペ空港     |  |
| サン・ホセ・デル・カボ   | ロス・カボス国際空港                               |  |
| タパチュラ               | タパチュラ国際空港                                 |  |
| ティフアナ               | ヘネラル・アベラルド・L・ロドリゲス国際空港        |  |
| トルーカ                 | インテルナシオナル・デ・トルーカ空港               |  |
| トレオン                 | フランシスコ・サラビア・トレオン国際空港           |  |
| トゥストラ・グティエレス | アンヘル・アルビノ・コルソ国際空港                 |  |
| ベラクルス               | ベラクルス国際空港                                 |  |
| ビジャエルモサ           | ビジャエルモサ空港                                 |  |

## 日本との関係

### 運航便
機材等は変更となる場合がある。詳細は公式ホームページを参照。
| 便名    | 路線      | 路線                 | 路線           | 路線           | 機材                                | ※コード シェア |
| ------- | --------- | -------------------- | -------------- | -------------- | ----------------------------------- | -------------- |
| AM57/58 | 東京/成田 | 一部便モンテレイ経由 | メキシコシティ | メキシコシティ | - ボーイング787-8 - ボーイング787-9 | GA、JL、KE、LA |

※コードシェア
- GA-ガルーダ・インドネシア航空
- JL-日本航空
- KE-大韓航空
- LA-LATAM チリ

### 日本との歴史
- 2006年11月に、初のアジア路線として成田-メキシコシティ(ティフアナ経由)線をボーイング767-200ER型機で就航開始した[6]。
- 2014年9月に、成田-メキシコシティ線の経由地がモンテレイ(復路のみ)経由便になった。
- 2016年1月から、ボーイング787-8型機投入より往路・復路ともにメキシコシティ-成田間が直行便化された[6]。この直行化によって大幅に日本から中南米各地への移動時間短縮が実現し、カリブ海諸国へも大きく空路利便性が向上し、自動車製造業などでは大きな経済効果が出るといわれる。
- 2017年3月より、成田-メキシコシティ線が週7便のデイリー運航に増便された[6]。
- 2019年2月より、日本航空とのコードシェア運航が開始された[6]。
- 2020年3月16日から、新型コロナウィルス感染症による影響で、成田-メキシコシティ線を隔日運航とした[7]。
- 2020年4月19日から、新型コロナウィルス感染症による影響で、成田-メキシコシティ線を4日ごとの運航とし、さらに減便した[8]。
- 2020年5月6日をもって、成田-メキシコシティ線を運休。
- 2020年8月2日に、日本への運航を再開するも、日本政府による入国制限や検疫などの水際対策の強化措置が継続されることや、メキシコおよび各国での新型コロナウイルス感染症の増加による需要動向を考慮し、再び運休とした[9]。
- 2023年3月25日より、成田-メキシコシティ線を約3年振りに再開した。運航は週7便で、機材はB787-8型機[10]。
- 2024年7月11日より、ボーイング787-9型機を投入し、週7便の成田-メキシコシティ線のうち、週5便を、メキシコ第3の都市のモンテレイ経由に変更した[11]。

## 保有機材
同社が発注したボーイング社製旅客機の顧客番号（カスタマーコード）は52で、航空機の形式名は737-752、737-852、777-252ER、787-852などと表記される。

### 運用機材
| 機種                   | 運航数 | 発注数 | 座席数 | 座席数 | 座席数 | 座席数 | 備考                     |  |
| 機種                   | 運航数 | 発注数 | C      | W      | Y      | 計     | 備考                     |  |
| ---------------------- | ------ | ------ | ------ | ------ | ------ | ------ | ------------------------ |  |
| ボーイング737-800      | 34     | -      | 16     | 18     | 126    | 160    |                          |  |
| ボーイング737-8 MAX    | 42     | 3      | 16     | 18     | 132    | 166    |                          |  |
| ボーイング737-9 MAX    | 26     | 4      | 16     | 18     | 147    | 181    |                          |  |
| ボーイング787-8        | 8      | -      | 32     | 9      | 202    | 243    |                          |  |
| ボーイング787-9        | 14     | 2      | 36     | 27     | 211    | 274    |                          |  |
| アエロメヒコ・コネクト |        |        |        |        |        |        |                          |  |
| エンブラエル 190       | 35     | -      | 11     | -      | 88     | 99     | アエロリトラルによる運航 |  |
| 計                     | 159    | 9      |        |        |        |        |                          |  |

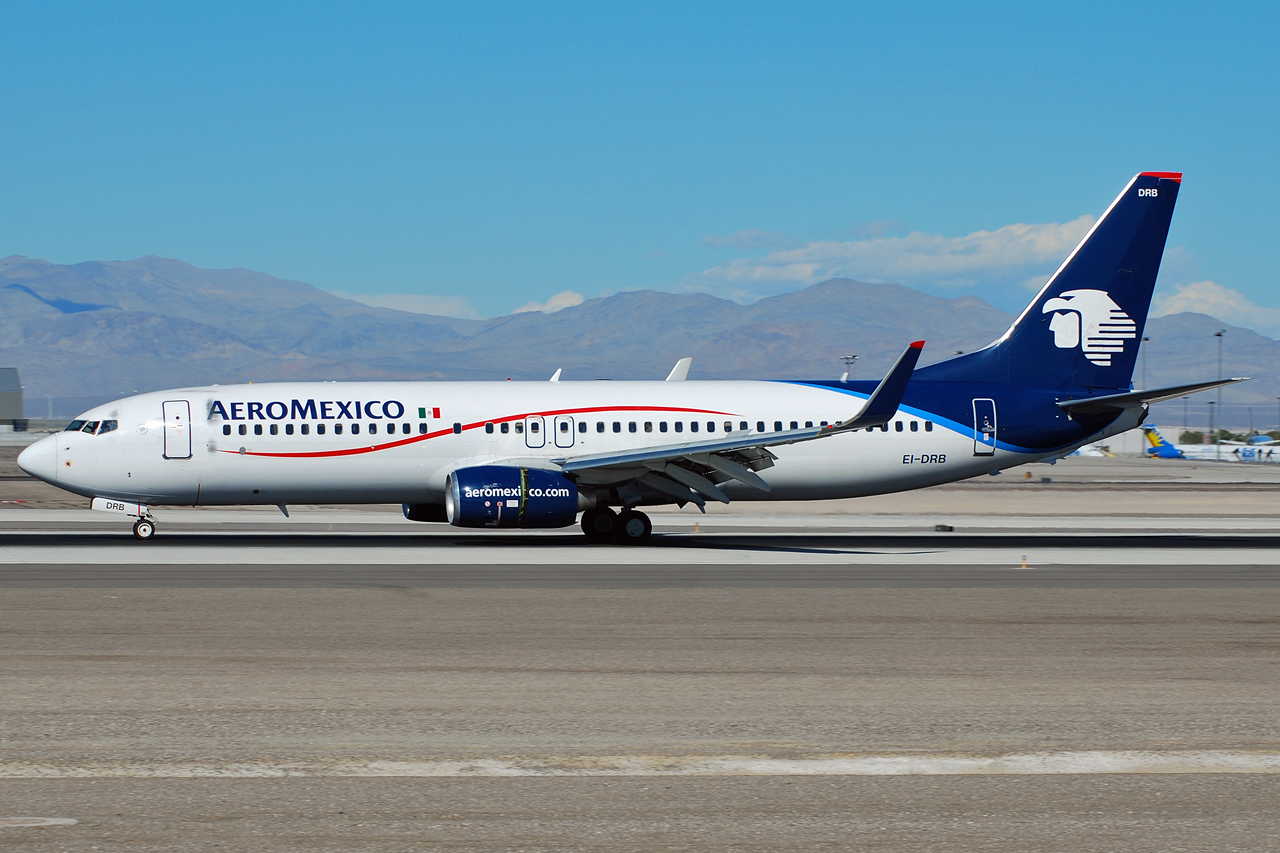
ボーイング737-800
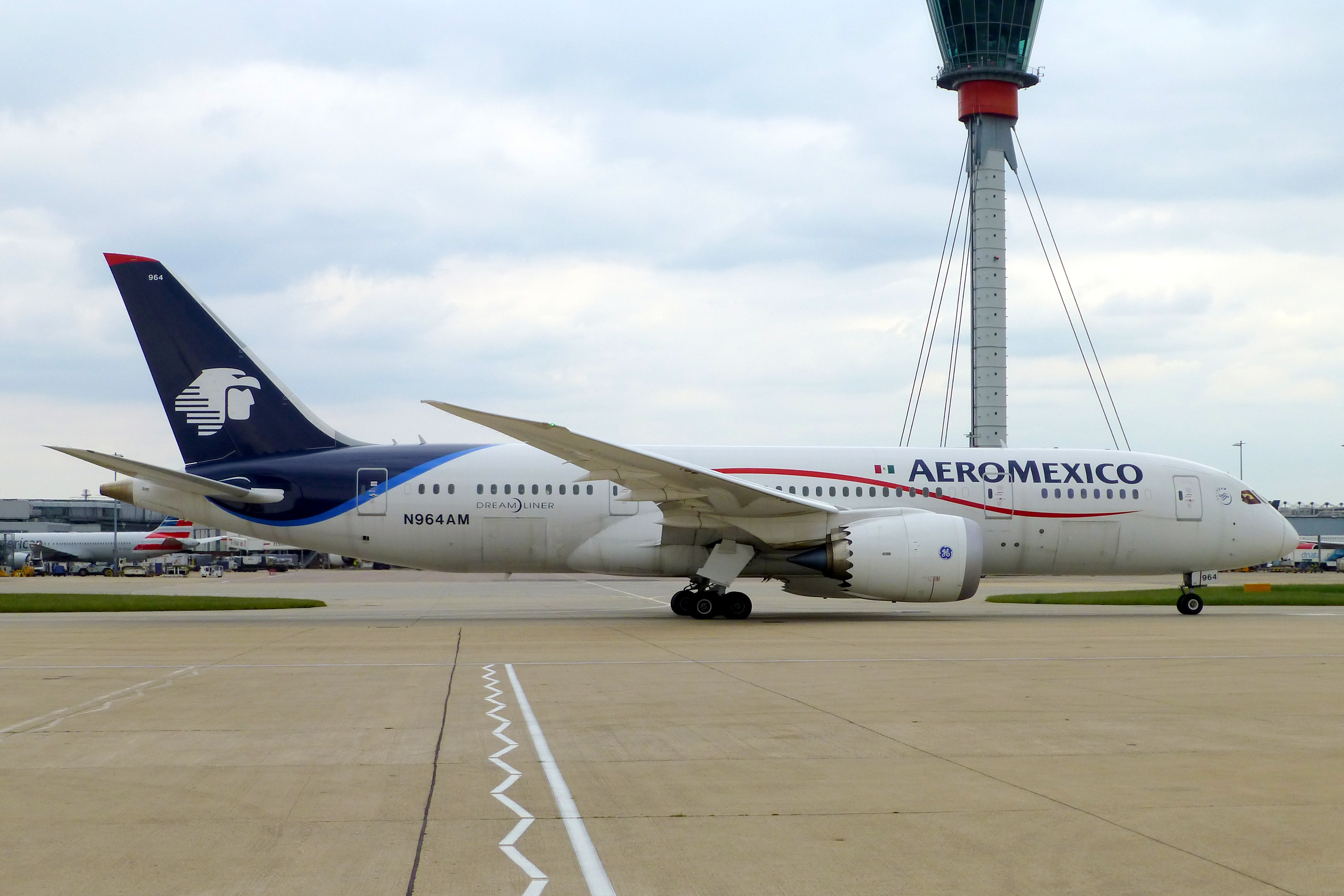
ボーイング787-8
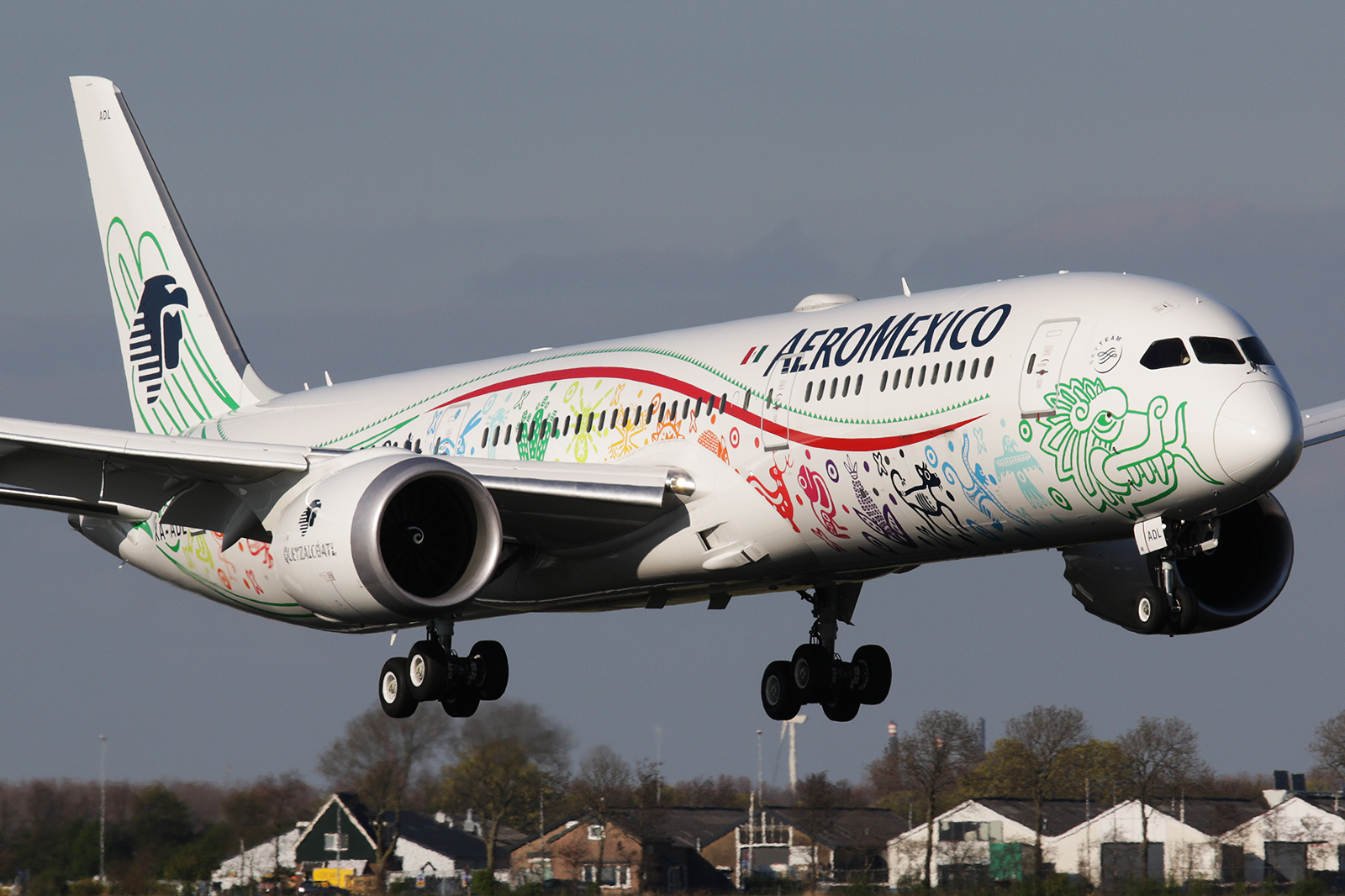
ボーイング787-9（特別塗装・Quetzalcoatl special livery）

### 退役機材
- ボーイング707-320
- ボーイング737-700
- ボーイング757-200
- ボーイング767-200ER/300ER
- ボーイング777-200ER
- ダグラスDC-8-50/60/62
- ダグラスDC-9-10/30
- マクドネル・ダグラス DC-10-15/30
- マクドネル・ダグラス MD-82/MD-83/MD-87/MD-88

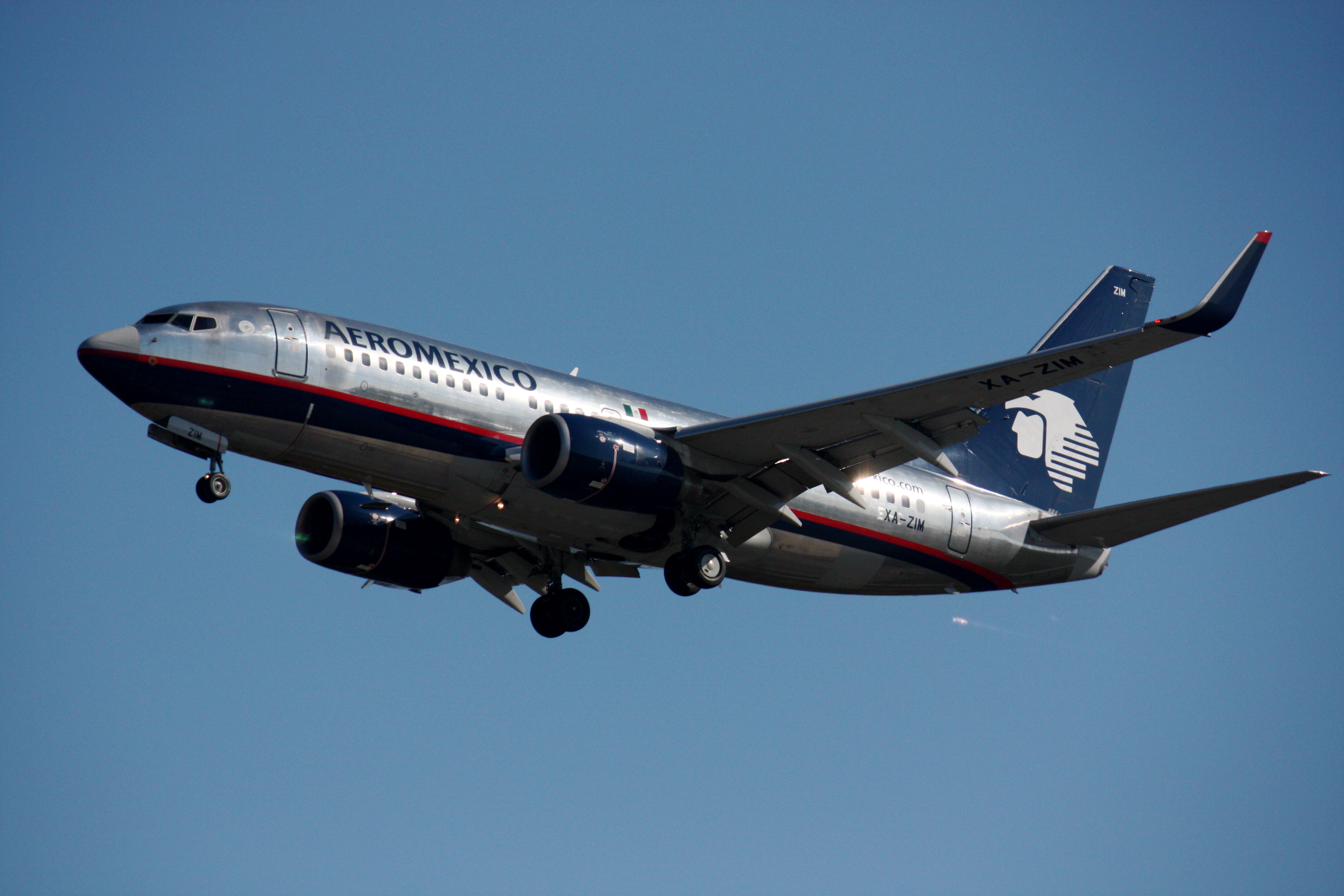
ボーイング737-700（旧塗装）
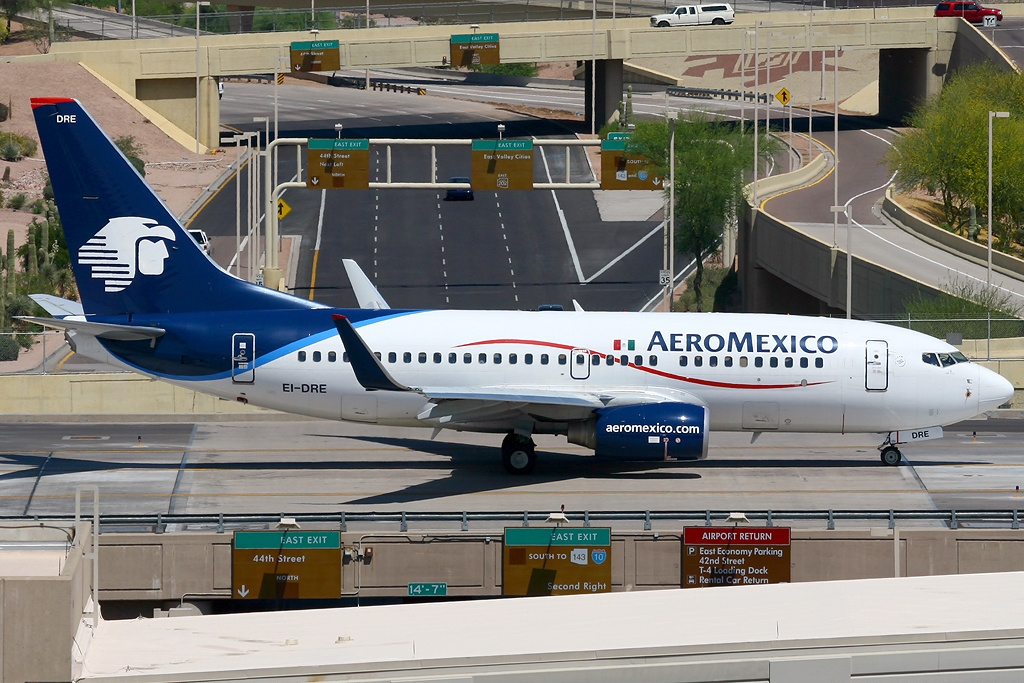
ボーイング737-700
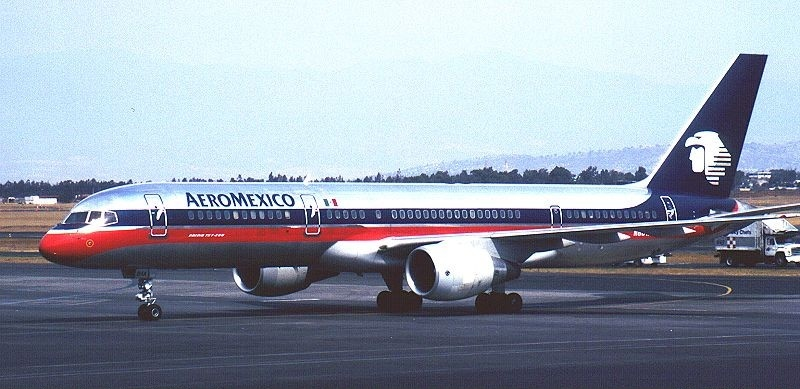
ボーイング757-200
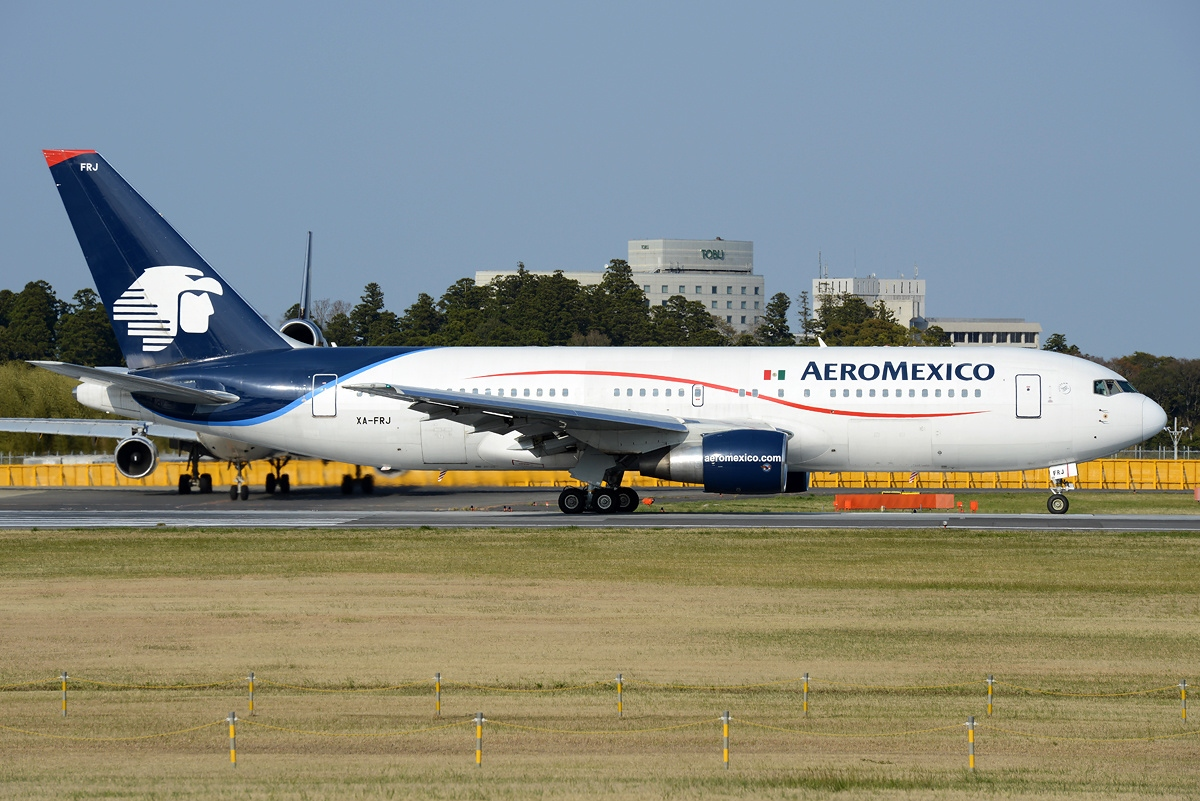
ボーイング767-200ER
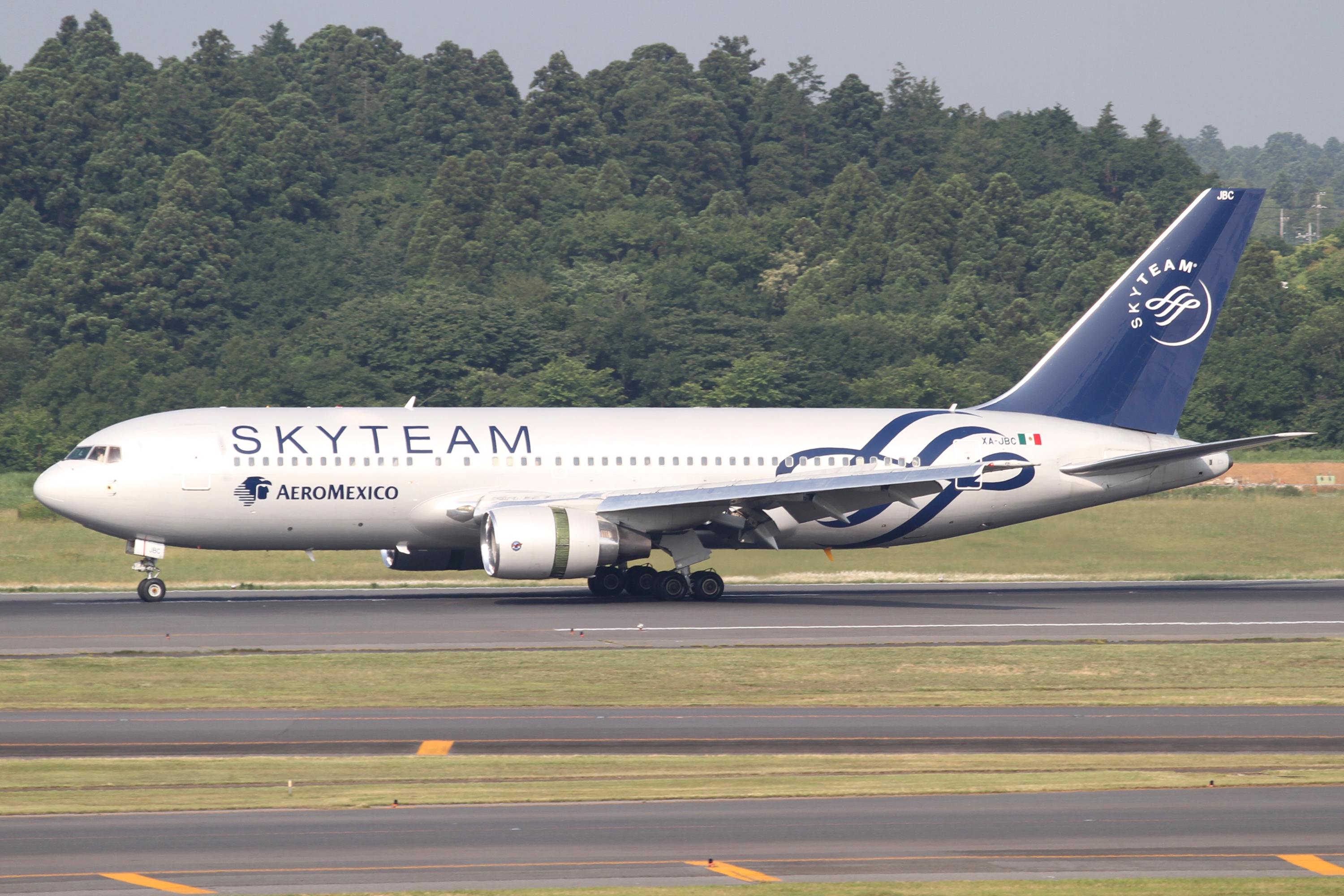
ボーイング767-200ER（スカイチーム塗装）
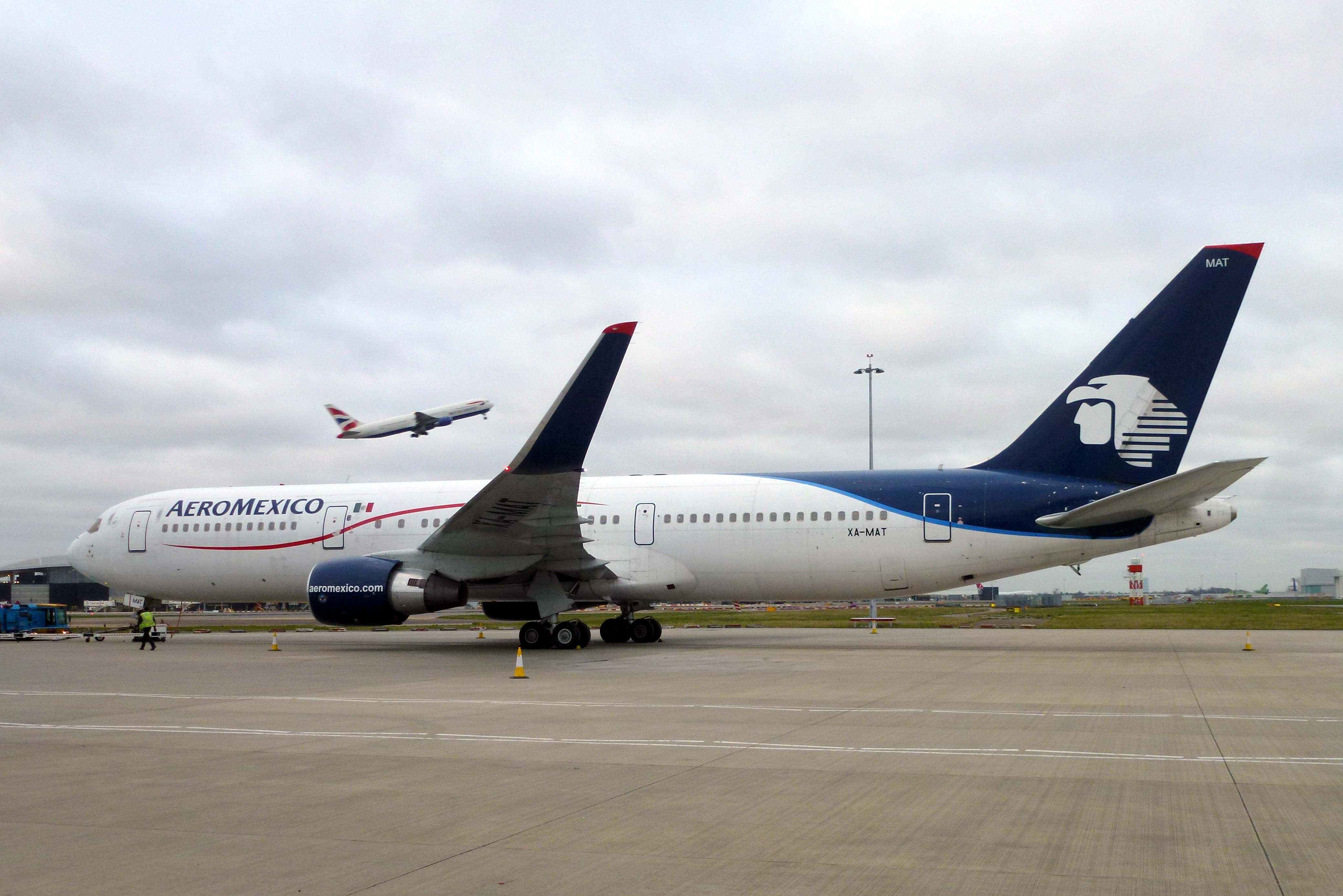
ボーイング767-300ER
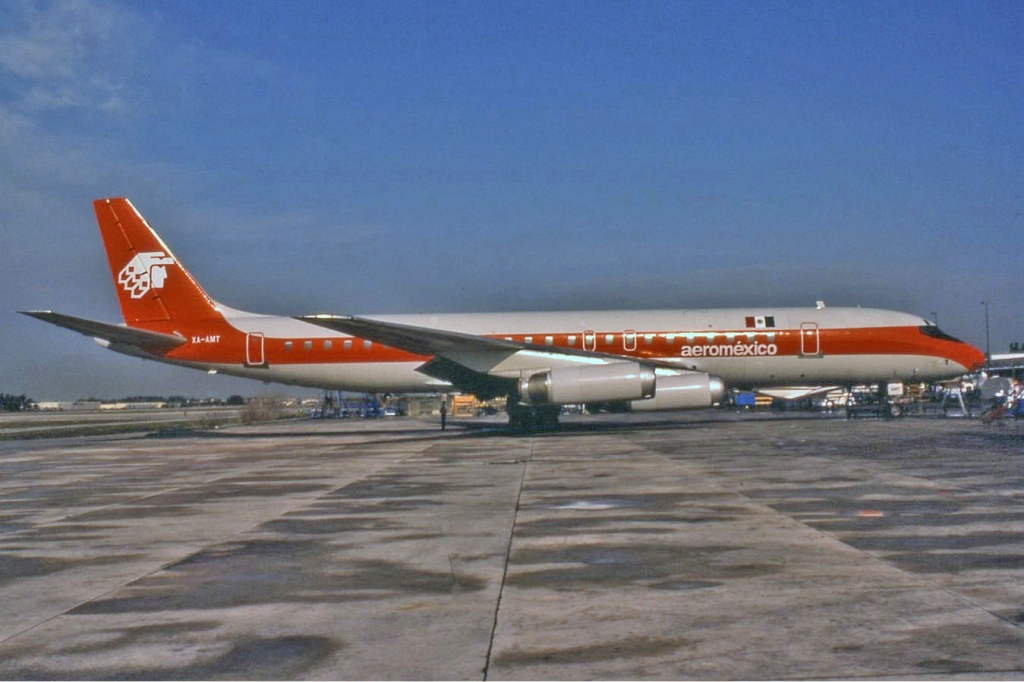
ダグラスDC-8-62
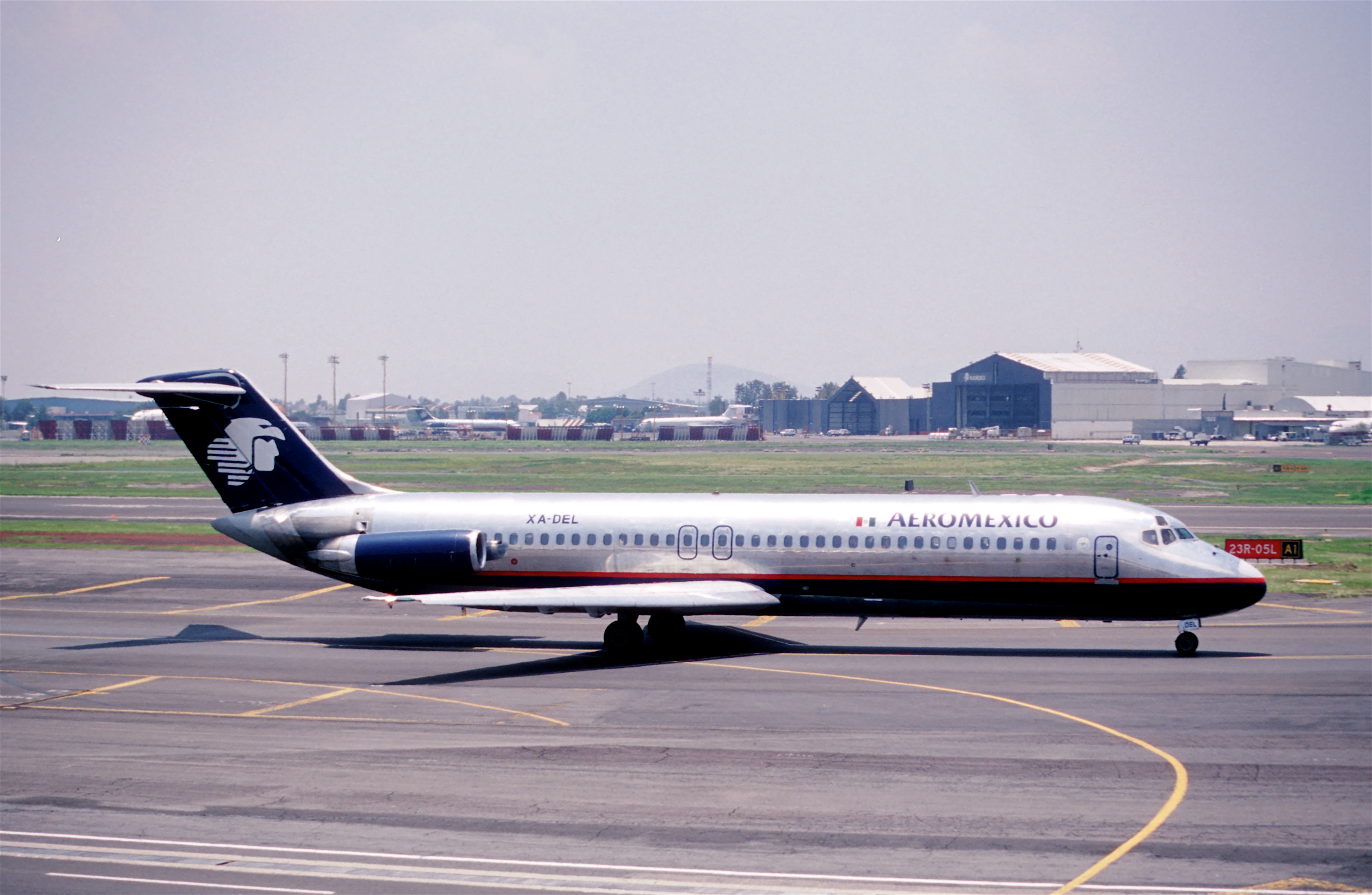
マクドネル・ダグラスDC-9-32
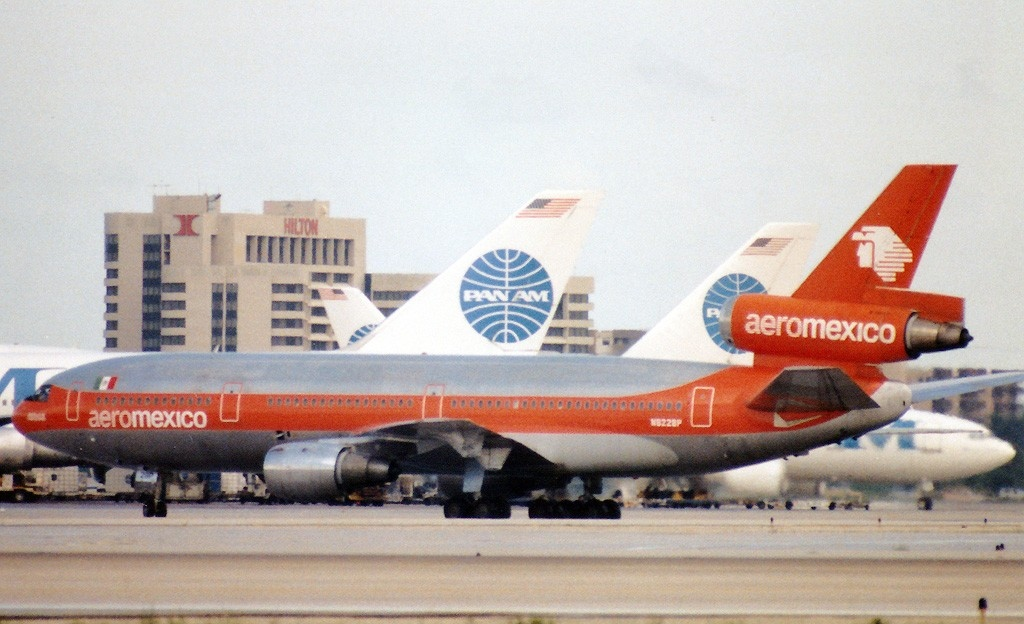
マクドネル・ダグラス DC-10-30
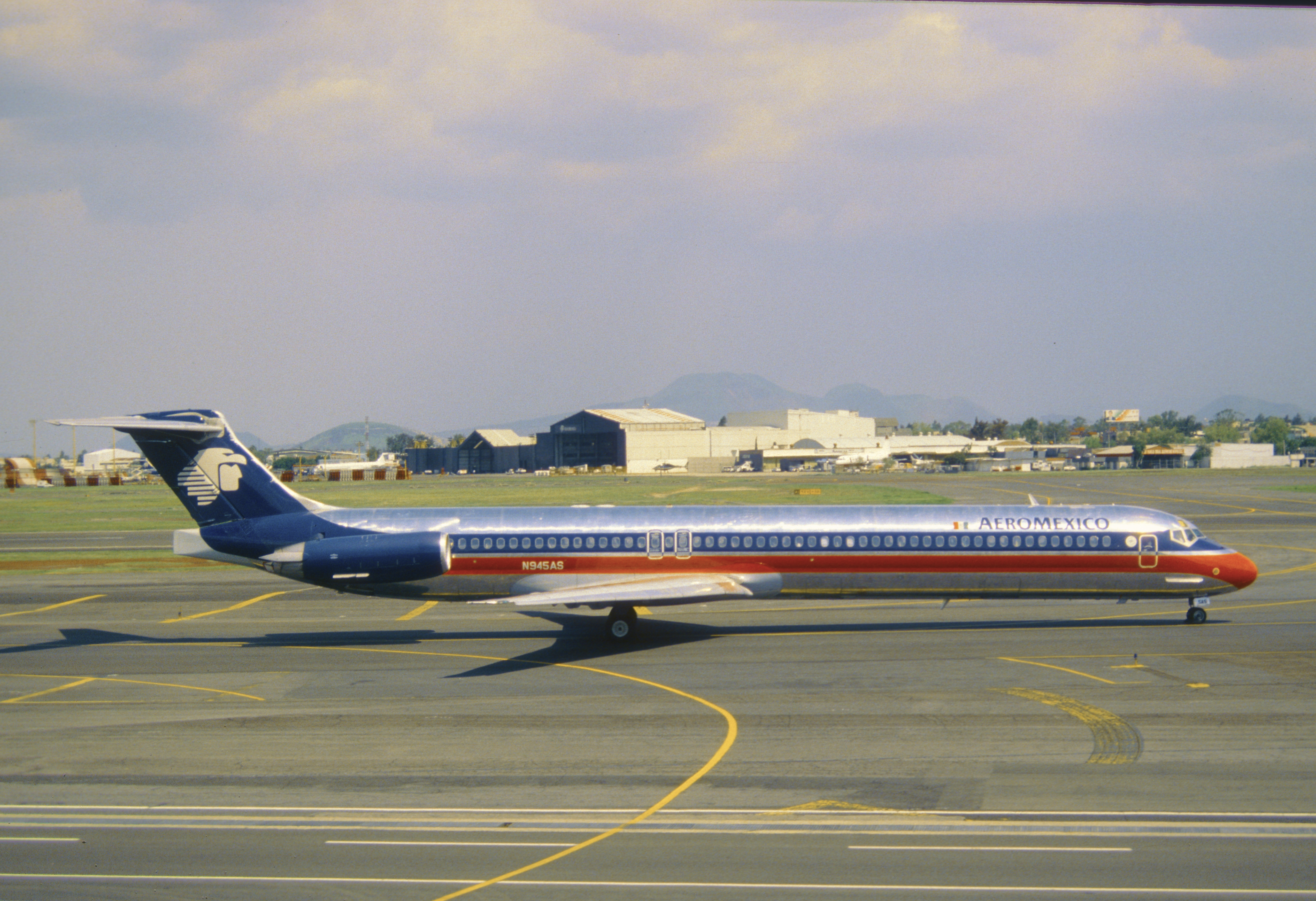
マクドネル・ダグラス MD-83

## 事故
- 1973年6月20日アエロメヒコ航空229便墜落事故-インテルナシオナル・リセンシアド・グスターボ・ディアス・オルダス空港の近くで起こった墜落事故。乗客乗員27名全員死亡した。
- 1981年7月27日アエロメヒコ航空230便着陸失敗事故- ヘネラル・ロベルト・フィエロ・ビジャロボス国際空港での着陸時のスリップ事故。乗客60名、乗員6名のうち、30名が死亡した。
- 1981年11月8日アエロメヒコ航空110便墜落事故
- 1986年8月31日アエロメヒコ航空498便空中衝突事故
- 2009年9月9日アエロメヒコ航空576便ハイジャック事件
- 2017年 アエロメヒコ航空642便（ボーイング737）と小型トラックがロサンゼルス国際空港の誘導路上で衝突し、8人が負傷した。
- 2018年7月31日アエロメヒコ・コネクト2431便事故 - ドゥランゴ(es:Aeropuerto Internacional de Durango)からメキシコシティに向かっていたアエロメヒコ・コネクト2431便（エンブラエル E190、XA-GAL）が離陸直後に墜落した[14]。